# Prophétie
Une prophétie est un message donné par un prophète qui prétend que ce message lui a été communiqué par une divinité. Ces messages impliquent généralement l'inspiration, l'interprétation ou la révélation de la volonté divine concernant le monde dans lequel vit le prophète et les événements à venir.
Une prophétie peut avoir trait au passé, au présent ou à l'avenir. Quand une personne prophétise, elle dit ou écrit ce que la divinité veut qu'elle sache, pour son propre bien ou pour le bien des autres. La prophétie n'est pas l'apanage des prophètes. Une personne peut recevoir une prophétie ou une révélation pour sa vie privée.
Dans les religions abrahamiques, une prophétie consiste en des paroles ou des écrits divinement inspirés qu'une personne reçoit par révélation.

## La prophétie juive
Dans le judaïsme, la prophétie (en hebreu נבואה) est une communication directe entre Dieu et un individu choisi. Cette communication sert essentiellement trois objectifs:
- Transmettre la volonté divine: Le prophète juif est un porte-parole de Dieu, apportant des commandements, des mises en garde et des orientations au peuple d'Israël.
- Guider moralement et spirituellement: Il rappelle au peuple son engagement envers l'Alliance et la nécessité d’une conduite éthique.
- Prévoir et avertir: Contrairement à une idée répandue, la prophétie juive ne se limite pas à prédire l’avenir, mais cherche avant tout à prévenir et corriger le comportement du peuple pour éviter des catastrophes.

Ses traits characteristiques sont les suivants:
- La prophétie juive s'inscrit dans l’histoire: Le prophète juif est souvent un acteur politique et social, impliqué dans les affaires de son époque.
- Elle est soumise à des critères rigoureux: Selon Maïmonide[1], un prophète doit être un sage accompli, moralement irréprochable, et ses prédictions doivent se réaliser.
- Elle est temporaire et non universelle: La tradition juive enseigne que la prophétie s’est interrompue après les derniers prophètes bibliques (Malachie, Aggée, Zacharie) et ne reviendra qu’à l’ère messianique.

Le Rav Avraham Itshak HaCohen Kook (1865-1935) avait une vision profonde et dynamique de la prophétie juive. Pour lui, la prophétie n’était pas seulement un phénomène du passé, mais une réalité vivante, inscrite dans l’évolution spirituelle d’Israël et du monde.
- La prophétie comme expression de la vie divine: Le Rav Kook considérait la prophétie comme une manifestation suprême de la vitalité spirituelle. Elle est l’expression d’une âme si connectée à la divinité qu’elle devient un canal direct de la sagesse divine. Il voyait la prophétie comme un état naturel pour Israël lorsque son lien avec Dieu est pleinement épanoui[2].
- La prophétie et la renaissance nationale: L’une des idées centrales du Rav Kook est que la prophétie est liée à la présence du peuple juif sur sa terre. Selon lui, avec l’exil et la dispersion, la prophétie s’est interrompue, mais son retour est inévitable avec la résurgence nationale d’Israël. Il voyait le sionisme, même séculier, comme un précurseur du réveil prophétique[3].
- La prophétie et l'évolution de la conscience humaine: Le Rav Kook percevait la prophétie comme une force évolutive dans l’histoire humaine. Il croyait en une profonde progression spirituelle du monde vers une conscience plus élevée, et la prophétie joue un rôle clé dans cette ascension. Selon lui, les âmes les plus élevées perçoivent déjà cette lumière prophétique qui éclairera toute l’humanité à l’avenir[4].
- Le retour de la prophétie dans les temps messianiques: Dans sa pensée, le rétablissement du peuple juif en Terre d’Israël est une préparation à la renaissance de la prophétie. Il évoque l’idée que les temps messianiques verront un retour du souffle prophétique, non pas nécessairement sous la forme classique des prophètes bibliques, mais comme une inspiration divine généralisée au sein d’Israël et du monde[5].

Le Rav Kook ne voyait pas la prophétie comme une relique du passé, mais comme une force vivante, appelée à renaître avec le retour d’Israël sur sa terre et l’élévation spirituelle du monde. Pour lui, la prophétie est l’expression ultime du lien entre l’humanité et Dieu, et son retour marquera l’accomplissement du dessein divin.
Le Rav David Cohen (Rav HaNazir) (en) (1887-1972), disciple du Rav Kook, développe une conception profonde de la prophétie dans son ouvrage Kol HaNevuah. Selon lui, la prophétie n'est pas seulement une révélation divine ponctuelle, mais un état d'existence et de perception spirituelle élevée, atteignable par l'intensification de la sainteté, de la méditation et de l'élévation intellectuelle et morale.
Voici quelques éléments clés de sa définition :
- Un état de conscience suprême – La prophétie représente le niveau le plus élevé de la conscience humaine, où l'intellect et l'intuition spirituelle se rejoignent pour percevoir la volonté divine.
- Une musique intérieure – Le Rav HaNazir met l'accent sur la dimension sensorielle et auditive de la prophétie. Il parle d'une "harmonie intérieure" qui permet au prophète de capter la parole divine sous forme de musique et vibration spirituelle.
- Une union entre la pensée et la sainteté – La prophétie découle d'une élévation de la pensée (Machshava) et d'une purification spirituelle. Ce processus implique l'étude profonde de la Torah, la méditation et l'isolement du monde matériel.
- La continuité de la prophétie dans la pensée juive – Bien que la prophétie ait cessé à une époque donnée, le Rav HaNazir voit dans la philosophie juive et la Kabbale des manifestations modernes de la conscience prophétique.

En résumé, selon le Rav HaNazir, la prophétie est bien plus qu’une simple révélation divine : c’est un niveau de perception spirituelle qui peut être approché à travers une vie de sainteté, de méditation et d'étude.
Dans son livre Le Retour d’Israël et l’espérance du monde, Avraham Livni (1925-1986) définit la prophétie juive comme une dynamique historique et nationale plutôt qu’un phénomène purement mystique ou individuel. Pour lui, la prophétie ne se limite pas à des révélations divines données à des individus isolés, mais s’inscrit dans le destin collectif du peuple juif. Il met l'accent sur le rôle de la prophétie dans la mission historique d'Israël, voyant en elle une force orientant l'histoire et conférant au peuple juif une vocation universelle.

## La prophétie chrétienne

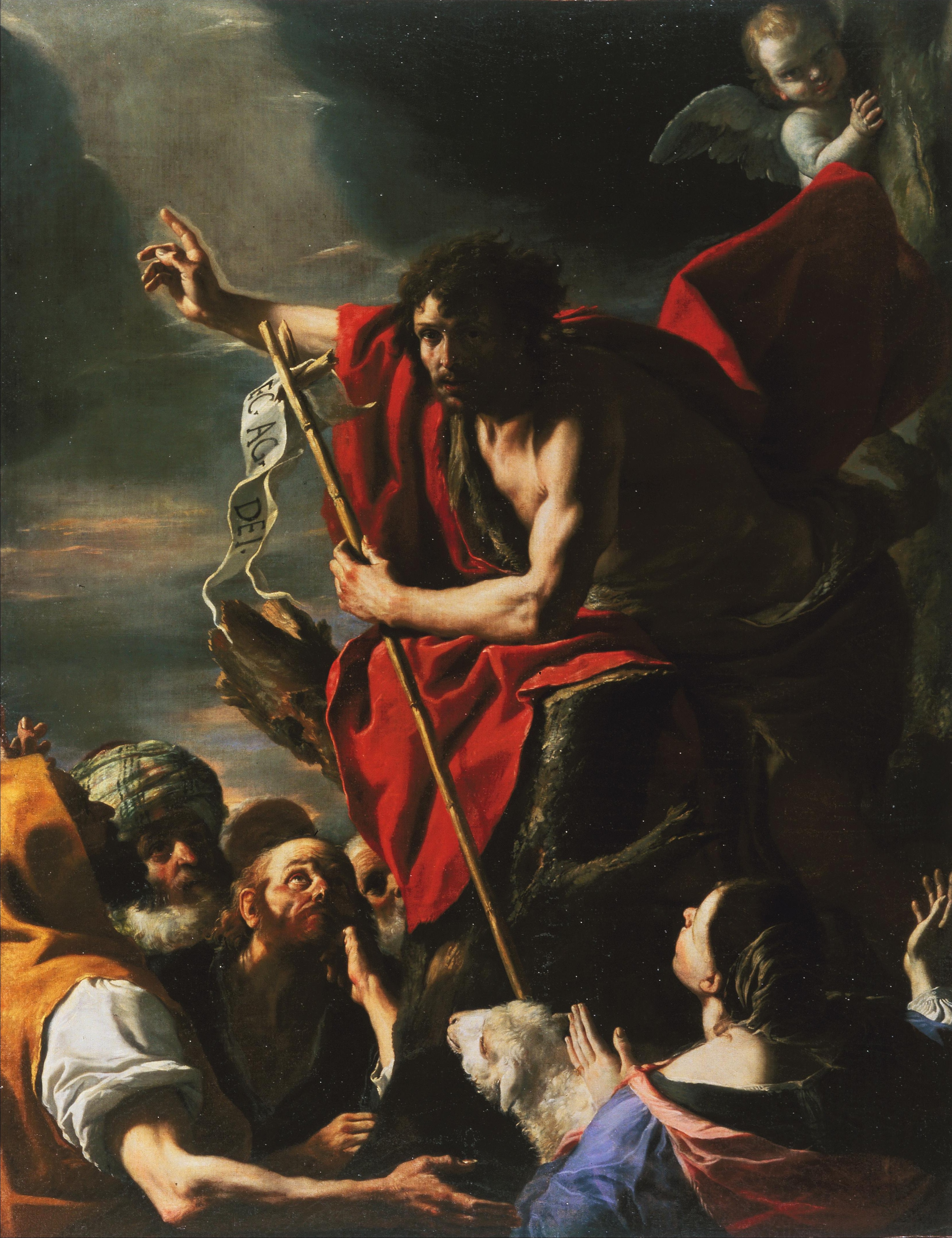
Prédication de saint Jean-Baptiste, c. 1665, par Mattia Preti. Jean le Baptiste est considéré par les chrétiens comme un prophète.

Dans la 1re lettre aux Corinthiens, la prophétie est un don du Saint-Esprit.

« À chacun la manifestation de l'Esprit est donnée en vue du bien commun.  À l'un, c'est un discours de sagesse qui est donné par l'Esprit ; à tel autre un discours de science, selon le même Esprit ; à un autre la foi, dans le même Esprit ; à tel autre les dons de guérisons, dans l'unique Esprit ; à tel autre la puissance d'opérer des miracles ; à tel autre la prophétie ; à tel autre le discernement des esprits ; à un autre les diversités de langues, à tel autre le don de les interpréter. »

— 1 Co 12,7-10, traduction de la Bible de Jérusalem
La prophétie est traitée par les théologiens du Moyen Âge tel que saint Thomas d'Aquin.

« La prophétie est premièrement et principalement un acte de connaissance; en effet les prophètes connaissent les réalités qui échappent à la connaissance ordinaire des hommes. Aussi peut-on dire que le nom de " prophète " est composé de pro, c'est-à-dire « loin » et de phanos qui signifie « apparition », parce que les prophètes voient apparaître ce qui est éloigné. »

— Somme Théologique, IIa IIae, Qu.171, art.1

## Une connaissance de l'avenir

### Annonce d'événements futurs
À côté des prophètes de l’Ancien Testament et des autres religions, il y a des personnages qui sont appelés « prophètes » dans le langage courant et dont les visions sur l’avenir ne sont pas à proprement parler des prophéties, mais plutôt des prédictions, des supputations, des conjectures, des maximes ou y ressemblant mais qui ne renvoient pas directement à une entité divine. Ils font alors plutôt appel à l’astrologie ou à des sources mystiques particulières ou à toute autre source ésotérique. Exemples :
- oracle du Tibet ;
- Vegoia ;
- Pythie ;
- Cassandre ;
- Tiresias ;
- Alois Irlmaier ;
- Nostradamus ;
- Jean de Vézelay (ou Jean de Jérusalem) est un personnage connu uniquement au travers d’un ouvrage édité en France en 1994 et ne contenant aucune source. Jean de Vézelay aurait été un des croisés qui participèrent à la prise de Jérusalem en 1099, aurait été lié avec les Templiers et aurait écrit sept manuscrits. Seuls, des commentaires du sixième, retrouvés dans le monastère de Zagorsk en 1992 et le septième récupéré en 1941 par les SS en Pologne et gardé ensuite dans les archives du KGB auraient permis la transmission de prophéties concernant le troisième millénaire[7] ;
- Hélène Wallraff ;
- Billy Meier et la prophétie d'Hénoch, publiée en anglais dans le livre And still they fly ! de Guido Moosbrugger en février 2004[8], dans le magazine américain Nexus[9] en août/septembre 2004 et traduite dans la version française du magazine en novembre/décembre 2004. Une traduction non officielle se trouve sur internet[10].